# 장녹수
숙용 장씨(淑容 張氏, 1470년경 ~ 1506년 음력 9월 2일)는 조선 연산군의 후궁으로, 본명은 장녹수(張綠水)이다. 자녀로는 연산군과의 사이에 딸 영수(寧壽)가 있다.

## 생애
장녹수의 아버지는 충청도 문의 현령(文義縣令)을 지낸 장한필이고 어머니는 천민 출신의 첩이었다. 이 때문에 녹수는 성종의 종제인 제안대군의 노비로 살았다. 제안대군의 가노(家奴)와 결혼해 아들을 낳은 뒤 노래와 춤을 배워 기생이 되었다. 얼굴은 보통을 넘지 못했으나 매우 동안(童顔)이었고, 특히 노래에 타고난 재능이 있었다.
연산군은 이를 듣고 녹수를 입궐시켜 숙원(淑媛)에 봉하고 많은 재물을 집으로 보내주고 노비와 전답, 가옥을 내렸다. 또한 그녀의 청으로 장녹수의 주인이었던 제안대군의 장인 김수말에게 벼슬을 내리기도 했다. 장녹수는 연산군을 젖먹이 다루듯 하였지만, 연산군은 그녀를 무척 총애하여 모든 상벌이 장녹수의 영향 아래 이루어졌다. 1503년 연산군은 장녹수를 숙용에 봉했다.
왕의 총애를 바탕으로 형부 김효손(金孝孫)에게 함경도 전향 별감(傳香別監) 등의 벼슬을 주게 하였다. 장녹수가 궁 안에 살고 있는데도 그녀의 집을 새로 짓기 위해 민가를 헐게 하였으며, 동지중추부사 이병정(李秉正)은 장녹수의 집 하인에게 크게 모욕을 당했지만 오히려 사재를 털어 뇌물을 바치고서야 화를 피할 수 있었다. 1505년 12월에는 장녹수의 치마를 밟았다는 이유로 하급 기생인 운평(運平)에 속하는 옥지화(玉池花)를 군기시(軍器寺) 앞에서 목을 베어 그 머리를 취홍원(聚紅院), 뇌영원(蕾英院)에 돌려 보이고, 연방원(聯芳院)에 효시(梟示)하기도 하였다.
1506년 1월에는 내수사의 여종이었던 언니 장복수(張福壽)와 조카들을 면천해 양인(良人)의 신분으로 올렸다. 그러나, 장녹수의 영화는 같은 해 9월 2일 중종반정으로 그 빛을 잃고 만다.
장녹수의 최후는 비참했다. 중종반정이 성공하고 연산군이 폐위된 후, 반정군들에게 붙잡혀 군기시 앞에서 참형(斬刑)을 당했는데, 수많은 사람들이 참수당한 그의 시체에 돌을 던지며 욕설을 퍼부었다.

## 가족 관계
| - 아버지 : 장한필(張漢弼, 생몰년 미상) - 어머니 : 미상 - 언니 : 장복수(張福壽, 생몰년 미상) | - 남편 : 연산군(燕山君, 1476 ~ 1506) - 딸 : 영수(寧壽, 생몰년 미상) |

## 장녹수가 등장하는 작품
장녹수는 수많은 문학 작품과 드라마·영화 등에서 그 이야기를 다루었다.

### 드라마
- 《사모곡》 (TBC, 1972년 배우:윤정희)
- 《설중매》 (MBC, 1984년~1985년 배우:이미숙)
- 《장녹수》 (KBS, 1995년 배우:박지영)
- 《왕과 비》 (KBS, 1998년~2000년 배우:유니)
- 《왕과 나》 (SBS, 2007년~2008년 배우:오수민)
- 《인수대비》 (JTBC, 2011년~2012년 배우:전소민)
- 《역적 : 백성을 훔친 도적》 (MBC, 2017년 배우:이하늬)
- 《7일의 왕비》 (KBS 2TV|KBS, 2017년 배우:손은서)

### 영화
- 《폭군 연산》(1962년, 배역:도금봉)
- 《연산군》(1987년, 배역:강수연)
- 《연산일기》(1988년, 배역:김진아)
- 천만영화 《왕의 남자》(2005년, 배역:강성연)
- 《간신》(2015년, 배역:차지연)

### 연극
- 《이(爾)》(2000년 초연, 김태웅 극본·연출) - 영화 《왕의 남자》의 원작

## 같이 보기
- 상궁 김씨